# مجدي علام
مجدي علام (بالإيطالية: Magdi Allam) (ولد في 22 أبريل 1952) هو صحفي مصري المولد، إيطالي الجنسية ومسلم سابق اعتنق المسيحية في 23 مارس 2008 وتم تعميده على يد بابا الفاتيكان بندكت السادس عشر.
نشأ علام في مصر لأم متدينة وأب علماني، ودرس منذ سن أربع سنوات في مدراس كاثوليكية في مصر، بدأ في Sister Lavinia of the Comboni Missionary Sisters ثم انتقل بعدها إلى مدرسة داخلية كاثوليكية دون بوسكو فدرس الإعدادي والثانوي، وأعتقل في سن 15 عامًا من الأمن المصري للاشتباه بتجسسه بعد ملاحظة علاقته مع فتاة يهودية، وهاجر إلى إيطاليا 1972، حصل على درجة في علم الاجتماع من جامعة اسبينوزا في روما وحصل على الجنسية الإيطالية 1986، وعمل كصحفي إيطالي يدافع عن قضايا الهجرة ثم تغيرت أراؤه في 2003 مع انتسابه لصحيفة Corriere della Sera، فأصبح ضد الهجرة ومحذرًا منالأسلمة ومناديًا بوقفبناء المساجد وداعمًا علنيًا لإسرائيل ومؤيدًا لقصفها المحتمل لإيران.
كتب مجدي مقالًا من 2000 كلمة شكر فيه والدته لأنها أرسلته لمدارس كاثوليكية حيث سمح له ذلك بالتعرف عن قرب على الكثلكة وعلى الرجال والنساء الذين تفرغوا لخدمة الرب في رحم الكنيسة.

## تركه للكاثوليكية
بعد تعميده من البابا 2008 أصبح عضوًا في البرلمان الأوربي عن إيطاليا في 2009، ولكنه أعلن تركه للكنيسة الكاثوليكية في 25 مارس/آذار 2013 وذلك لأنها حسب ادعائه تأخذ مواقف لينة من الإسلام، وقد حذف الموقع البابوي zenit قصة تحوله إلى الكاثوليكية[وصلة مكسورة].